# Mandy (24)
Mandy es una espía y asesina profesional sin afiliación conocida, que trabaja para el mejor postor en la serie de televisión estadounidense 24. Mandy es un personaje de ficción interpretado por la actriz canadiense de cine y televisión Mia Kirshner.

## Mandy en 24

### Temporada 1
Mandy es quien realiza el atentado contra el avión en el que viaja el verdadero fotógrafo, cuyo reemplazante atentaría contra la vida del senador David Palmer. En esta temporada tiene una pareja lesbiana que es asesinada por Gaines.

### Temporada 2: el atentado a David Palmer
Tras haber sido derrocado y luego restituido en el poder, el presidente David Palmer convoca a una conferencia de prensa pública, para hacer saber al pueblo estadounidense que no tienen nada que temer y que pueden confiar en él, dados los eventos del día.
La conferencia se lleva a cabo y tras el tradicional saludo de "Dios bendiga a los Estados Unidos", Palmer procede a bajar unas escaleras mientras saluda a las personas ahí reunidas, dándoles la mano y haciendo ademanes de saludo.
Entre estas personas aparece una mujer que pareciera no tener mayor interés en la celebración, más repentinamente se acerca a Palmer, y lo saluda con un apretón de manos -- es "Mandy".
A continuación "Mandy" se separa de la ovación y procede a extraer de sus manos una especie de película, la cual maneja con mucho cuidado evitando tan siquiera pasar a rozarla. Guarda esta película en un estuche y procede a llamar a "Max", el arquitecto de los eventos del día, para decirle que "ya se ha hecho". En ese instante, Palmer está por entrar a su limusina, cuando se siente mal. Al observar su mano, ésta se encuentra carcomida y con la carne al rojo vivo. Ante todas las personas ahí reunidas y los agentes del Servicio Secreto, Palmer cae al suelo. Lo último que se escucha son los gritos de las personas, y los esforzados intentos de Palmer por volver a respirar...

### 24: El Juego
"Mandy" hace una aparición en el juego de 24. En una escena, Max, el villano de turno, discute con el gobernador de California, quien quiere salir de su trato con Max. Max llama a "Mandy", quien aparece e inmediatamente procede a atravesar la garganta del Gobernador, matándolo.
Esta acción sería observada por Tony Almeida.

### Temporada 4
Mandy tiene una breve pero intensa aparición al final de la cuarta temporada. Fue la encargada de seducir con ayuda de su pareja al hijo del secretario de defensa Heller. En esta relación, el hijo les informó que se iba a reunir con su padre en su casa. Este comentario sirvió para organizar el ataque y posterior secuestro del secretario y su hija Audrey.

## Otros Detalles
- "Mandy" sólo tiene 7 apariciones en la serie, 5 de ellas acreditadas. Pese a estar cerca de grandes eventos, los protagonistas de la serie no la conocen. Sólo en la cuarta temporada la Casa Blanca se da por enterada de su existencia, mas no les es posible determinar siquiera su verdadero nombre; de hecho, en toda esa temporada ni siquiera se refieren a ella como "Mandy".

- Tiene el récord de ausencia en la serie -- 45 capítulos seguidos, sin contar a Milo Pressman.

- Pese a sus acciones, "Mandy" difícilmente puede ser catalogada como una terrorista. Está más cerca de los mercenarios que de los fanáticos, según Jack Bauer. Además, ella sólo trabaja por quienes le ofrecen una buena paga y no le interesa que sus empleadores logren o no sus objetivos, como ella misma revela a Jack Bauer y Curtis Manning.

- Parece ser que en el proyecto original de la primera temporada, el papel era más extenso a sus acciones en los tres primeros episodios, o al menos, eso creen los fanes, ya que en la foto promocional del cast ella aparece como parte de los protagonistas.

- Datos: Q9027369